# Eucalyptus canescens
Eucalyptus canescens är en myrtenväxtart som beskrevs av D. Nicolle. Eucalyptus canescens ingår i släktet Eucalyptus och familjen myrtenväxter. Inga underarter finns listade i Catalogue of Life.